# AniMe
Barbara Palermo, nota anche con lo pseudonimo di DJ AniMe (Piacenza, 27 novembre 1981), è una disc jockey e produttrice discografica italiana.

## Biografia
AniMe è una compositrice e DJ hardcore della scena gabber internazionale. All'inizio della sua carriera esordì col nome di Dj Eklipze e in gruppo come Radioactive; successivamente firmò con l'etichetta italiana Traxtorm Records con la quale produce il suo primo E.P. intitolato Detonate.. Mostra al pubblico la sua interpretazione dell'hardcore: suoni, canti, mix di scanalature ed elementi di diverse varietà di musica con una forte influenza industrial. Detonate ha ottenuto il 5º posto nella classifica MoH Top 100, Hardcore Machine il 4º posto, in collaborazione con DJ Mad Dog ed A-Bomb il 2º posto. La clip promozionale di Hardcore Machine viene pubblicata sul canale ufficiale di YouTube della Traxtorm Records. Le sue composizioni tra cui Believe, Concentrate e il remix dal titolo Asskicked (composto da Re-Style) sono suonate da tutti i DJs più famosi del genere e lei diventa ben presto uno dei nomi più importanti della scena Hardcore mondiale.. AniMe ha suonato in diversi paesi del mondo come Spagna, Francia, Paesi Bassi, Regno Unito, Polonia, Germania, Austria, Svizzera, Belgio, Russia, Lussemburgo, Messico, Cile, Australia, Giappone e Canada. È inoltre presente in vari festival Hardcore del calibro del Thunderdome, Masters of Hardcore, Defqon.1, The Qontinent, Dominator, Q-Base, Hardcore4Life, Decibel.

## Discografia
| Anno | Album, singoli      | Formato | Etichetta        |
| ---- | ------------------- | ------- | ---------------- |
| 2010 | Detonate (Singolo)  | MP3     | Traxtorm Records |
| 2012 | A-Bomb (Singolo)    | MP3     | Traxtorm Records |
| 2016 | Exterminate (Album) | MP3     | Traxtorm Records |
| 2018 | Insane (Album)      | MP4     | Dogfight Records |
| 2019 | Aftermath (Album)   | MP4     | Dogfight Records |

## Riconoscimenti
AniMe è stata inserita nella Hall of Fame del sito thunderdome.